# Honey Lemon Soda
Honey Lemon Soda (ハニーレモンソーダ?, Hanī Remon Sōda) è un manga shōjo scritto e disegnato da Mayu Murata dal 2015. È stato pubblicato da Shūeisha sulla rivista Ribon a partire dal 28 dicembre 2015. I capitoli sono inoltre raccolti in volumi tankōbon.
Dalla serie è stato tratto un film, andato al cinema in Giappone il 9 luglio 2021.
Un adattamento anime, prodotto da J.C.Staff, è stato annunciato il 29 settembre 2024.

## Trama
La quindicenne Uka Ishimori è una ragazza estremamente timida e paurosa e soffre di una forma di agorafobia che le causa lo stare in mezzo alle persone. A causa del suo carattere e della sua inclinazione, viene spesso presa di mira da alcuni bulli che si divertono con lei. Un giorno, mentre alcuni ragazzi prepotenti la maltrattano, viene salvata da uno sconosciuto che la porta al sicuro. Stranamente la compagnia di questo ragazzo non traumatizza Uka, la quale lo trova piacevole e fresco come un bicchiere di limonata in estate. L'intervento del misterioso ragazzo e il suo salvataggio la fanno anche riflettere sul proprio essere tanto inerme e terrorizzata dal mondo e questo le dà lo sprone necessario per voler cambiare diventando una persona più solare e socievole, in grado di condividere con altri il proprio tempo e il proprio spazio.

## Personaggi
Uka Ishimori (石森 羽花?, Ishimori Uka)
Doppiata da: Kana Ichinose (ed. giapponese)
Kai Miura (三浦 界?, Miura Kai)
Doppiata da: Shōgo Yano (ed. giapponese)
Satoru Seto (瀬戸 悟?, Seto Satoru)
Doppiata da: Taku Yashiro (ed. giapponese)
Ayumi Endō (遠藤 あゆみ?, Endō Ayumi)
Doppiata da: Miyari Nemoto (ed. giapponese)
Tomoya Takamine (高嶺 友哉?, Takamine Tomoya)
Doppiata da: Shun'ichi Toki (ed. giapponese)
Serina Kanno (菅野 芹奈?, Kanno Serina)
Doppiata da: Rie Takahashi (ed. giapponese)
Nano Iwakawa (岩川 奈乃?, Iwakawa Nano)

## Media

### Manga
Sul frontespizio di ogni volume, oltre al titolo in katakana, è riportato il titolo in caratteri latini, seguito dall'indicazione del numero del volume in inglese e dal sottotitolo in inglese sparkling love story ("una frizzante storia d'amore", tutto minuscolo). I singoli capitoli sono chiamati sparkle e non hanno titolo.
Il manga è stato portato in America da Yen Press, con il titolo di Honey Lemon Soda.

#### Volumi
| Nº | Titolo in caratteri latini Giapponese 「Kanji」 - Rōmaji                                                     | Data di prima pubblicazione              | Data di prima pubblicazione |
| Nº | Titolo in caratteri latini Giapponese 「Kanji」 - Rōmaji                                                     | Giapponese                               |                             |
| 1  | Honey Lemon Soda - volume one - sparkling love story 「ハニーレモンソーダ 1」 - Hanī Remon Sōda 1            | 25 maggio 2016 ISBN 978-4-08-867416-2    |                             |
| 1  | Capitoli - sparkle 1 - sparkle 2 - sparkle 3 - sparkle 4                                                     |                                          |                             |
| 2  | Honey Lemon Soda - volume two - sparkling love story 「ハニーレモンソーダ 2」 - Hanī Remon Sōda 2            | 23 settembre 2016 ISBN 978-4-08-867431-5 |                             |
| 2  | Capitoli - sparkle 5 - sparkle 6 - sparkle 7 - sparkle 8                                                     |                                          |                             |
| 3  | Honey Lemon Soda - volume three - sparkling love story 「ハニーレモンソーダ 3」 - Hanī Remon Sōda 3          | 25 gennaio 2017 ISBN 978-4-08-867443-8   |                             |
| 3  | Capitoli - sparkle 9 - sparkle 10 - sparkle 11 - sparkle 12                                                  |                                          |                             |
| 4  | Honey Lemon Soda - volume four - sparkling love story 「ハニーレモンソーダ 4」 - Hanī Remon Sōda 4           | 25 aprile 2017 ISBN 978-4-08-867459-9    |                             |
| 4  | Capitoli - sparkle 13 - sparkle 14 - sparkle 15 - sparkle 16                                                 |                                          |                             |
| 5  | Honey Lemon Soda - volume five - sparkling love story 「ハニーレモンソーダ 5」 - Hanī Remon Sōda 5           | 25 agosto 2017 ISBN 978-4-08-867470-4    |                             |
| 5  | Capitoli - sparkle 17 - sparkle 18 - sparkle 19 - sparkle 20                                                 |                                          |                             |
| 6  | Honey Lemon Soda - volume six - sparkling love story 「ハニーレモンソーダ 6」 - Hanī Remon Sōda 6            | 25 dicembre 2017 ISBN 978-4-08-867483-4  |                             |
| 6  | Capitoli - sparkle 21 - sparkle 22 - sparkle 23 - sparkle 24                                                 |                                          |                             |
| 7  | Honey Lemon Soda - volume seven - sparkling love story 「ハニーレモンソーダ 7」 - Hanī Remon Sōda 7          | 25 aprile 2018 ISBN 978-4-08-867497-1    |                             |
| 7  | Capitoli - sparkle 25 - sparkle 26 - sparkle 27                                                              |                                          |                             |
| 8  | Honey Lemon Soda - volume eight - sparkling love story 「ハニーレモンソーダ 8」 - Hanī Remon Sōda 8          | 24 agosto 2018 ISBN 978-4-08-867510-7    |                             |
| 8  | Capitoli - sparkle 28 - sparkle 29 - sparkle 30 - sparkle 31                                                 |                                          |                             |
| 9  | Honey Lemon Soda - volume nine - sparkling love story 「ハニーレモンソーダ 9」 - Hanī Remon Sōda 9           | 25 dicembre 2018 ISBN 978-4-08-867524-4  |                             |
| 9  | Capitoli - sparkle 32 - sparkle 33 - sparkle 34 - sparkle 35                                                 |                                          |                             |
| 10 | Honey Lemon Soda - volume ten - sparkling love story 「ハニーレモンソーダ 10」 - Hanī Remon Sōda 10          | 25 aprile 2019 ISBN 978-4-08-867545-9    |                             |
| 10 | Capitoli - sparkle 36 - sparkle 37 - sparkle 38 - sparkle 39                                                 |                                          |                             |
| 11 | Honey Lemon Soda - volume eleven - sparkling love story 「ハニーレモンソーダ 11」 - Hanī Remon Sōda 11       | 23 agosto 2019 ISBN 978-4-08-867558-9    |                             |
| 11 | Capitoli - sparkle 40 - sparkle 41 - sparkle 42 - sparkle 43                                                 |                                          |                             |
| 12 | Honey Lemon Soda - volume twelve - sparkling love story 「ハニーレモンソーダ 12」 - Hanī Remon Sōda 12       | 25 dicembre 2019 ISBN 978-4-08-867571-8  |                             |
| 13 | Honey Lemon Soda - volume thirteen - sparkling love story 「ハニーレモンソーダ 13」 - Hanī Remon Sōda 13     | 24 aprile 2020 ISBN 978-4-08-867582-4    |                             |
| 14 | Honey Lemon Soda - volume fourteen - sparkling love story 「ハニーレモンソーダ 14」 - Hanī Remon Sōda 14     | 25 agosto 2020 ISBN 978-4-08-867595-4    |                             |
| 15 | Honey Lemon Soda - volume fifteen - sparkling love story 「ハニーレモンソーダ 15」 - Hanī Remon Sōda 15      | 24 dicembre 2020 ISBN 978-4-08-867609-8  |                             |
| 16 | Honey Lemon Soda - volume sixteen - sparkling love story 「ハニーレモンソーダ 16」 - Hanī Remon Sōda 16      | 23 aprile 2021 ISBN 978-4-08-867616-6    |                             |
| 17 | Honey Lemon Soda - volume seventeen - sparkling love story 「ハニーレモンソーダ 17」 - Hanī Remon Sōda 17    | 21 luglio 2021 ISBN 978-4-08-867628-9    |                             |
| 18 | Honey Lemon Soda - volume eighteen - sparkling love story 「ハニーレモンソーダ 18」 - Hanī Remon Sōda 18     | 25 novembre 2021 ISBN 978-4-08-867639-5  |                             |
| 19 | Honey Lemon Soda - volume nineteen - sparkling love story 「ハニーレモンソーダ 19」 - Hanī Remon Sōda 19     | 25 marzo 2022 ISBN 978-4-08-867653-1     |                             |
| 20 | Honey Lemon Soda - volume twenty - sparkling love story 「ハニーレモンソーダ 20」 - Hanī Remon Sōda 20       | 25 luglio 2022 ISBN 978-4-08-867672-2    |                             |
| 21 | Honey Lemon Soda - volume twenty-one - sparkling love story 「ハニーレモンソーダ 21」 - Hanī Remon Sōda 21   | 25 novembre 2022 ISBN 978-4-08-867687-6  |                             |
| 22 | Honey Lemon Soda - volume twenty-two - sparkling love story 「ハニーレモンソーダ 22」 - Hanī Remon Sōda 22   | 24 marzo 2023 ISBN 978-4-08-867708-8     |                             |
| 23 | Honey Lemon Soda - volume twenty-three - sparkling love story 「ハニーレモンソーダ 23」 - Hanī Remon Sōda 23 | 25 luglio 2023 ISBN 978-4-08-867721-7    |                             |
| 24 | Honey Lemon Soda - volume twenty-four - sparkling love story 「ハニーレモンソーダ 24」 - Hanī Remon Sōda 24  | 24 novembre 2023 ISBN 978-4-08-867737-8  |                             |

### Film
La serie è stata adattata in un film omonimo, diretto da Kōji Shintoku, è uscito al cinema, esclusivamente in Giappone, il 9 luglio 2021, dove ha incassato un totale di 1,115,5495 yen. Per questo film, l'attrice Ai Yoshikawa è stata nominata Miglior attrice esordiente al Japan Academy Prize 2021, premio che ha poi vinto.
Il romanzo del film, sempre edito da Shūeisha, è stato pubblicato il 18 giugno 2021.

### Spin-off
Una versione romanzata del manga, sempre pubblicato da Shūeisha, è uscita il 25 giugno 2021.
Il manga ha ricevuto uno spin-off intitolato Honey Lemon Soda Side Stories (ハニーレモンソーダ Side Stories?, Hanī Remon Sōda Side Stories), raccolto in un volume unico da Shūeisha e pubblicato il 21 giugno 2021.

## Accoglienza

### Successo commerciale
Il terzo volume si classificò al ventiquattresimo posto nella classifica Oricon delle uscite della settimana con 25 827 copie vendute. Con il quarto volume le vendite sono aumentate; i volumi fra il quinto e il nono rimasero in classifica per due settimane. Il nono volume si è classificato all'ottavo posto nella prima settimana, portando il manga per la prima volta tra i primi dieci e vendendo in due settimane 65 679 copie. Anche l'undicesimo volume, nella seconda settimana, si è classificato all'ottavo posto, con 72 211 copie in due settimane..
Al 2022, il manga ha superato le 10 milione di copie vendute.

### Premi
Il manga è stato nominato al quarantacinquesimo Premio Kōdansha per i manga come miglior shōjo.